# Stazione di Palermo Lazio
La stazione di Palermo Lazio è una stazione ferroviaria in costruzione del Passante ferroviario di Palermo, posta sulla linea per Trapani.

## Storia
Dopo l'approvazione dei lavori per il nuovo passante ferroviario di Palermo, nel 2015 iniziarono i lavori preliminari per la costruzione della stazione di Palermo Lazio, situata all'incrocio tra via delle Alpi e l'omonimo viale Lazio, i cui interventi furono inclusi nella tratta B.
Nel febbraio 2015 presero avvio le operazioni di bonifica dell'area, con la rimozione dei distributori di benzina Esso presenti sul sito. I lavori di smantellamento delle strutture (inclusi serbatoi interrati, tettoie e casotti) si conclusero il 26 dello stesso mese.
Tra il 2015 e il 2017, nonostante uno stop di circa un anno, furono realizzati lavori preliminari di adeguamento della zona. Tali interventi includevano la rimozione dei sottoservizi esistenti e la mappatura dell'area, oltre alla costruzione di infrastrutture temporanee come piattaforme e silos per la produzione di cemento.
A partire dal settembre 2017, i lavori ripresero in modo significativo con interventi più strutturali. Fu realizzato un pozzo di aggottamento per gestire l'acqua di falda, un’opera essenziale per consentire gli scavi in profondità.  Questo intervento, che comprendeva la costruzione di un tappo di fondo in cemento, permise di isolare il pozzo dall'acqua e di procedere in sicurezza con le attività di scavo. Contestualmente, furono deviate le reti di sottoservizi (gas, acqua, elettricità) presenti nell’area e furono creati varchi temporanei lungo via delle Alpi per garantire la viabilità durante i lavori. Nel 2018, oltre al completamento delle opere sul pozzo di aggottamento, furono ripristinati il manto stradale e lo spartitraffico centrale di via delle Alpi.
Tuttavia, nonostante i progressi, i lavori rimasero incompleti per diversi anni. Solo nel dicembre 2022 fu pubblicata una nuova gara d'appalto per il completamento della fermata Lazio, con un importo di 42,5 milioni di euro e una durata prevista di 1180 giorni (circa 3 anni e 2 mesi) e l'entrata in esercizio stimata per il 2027.

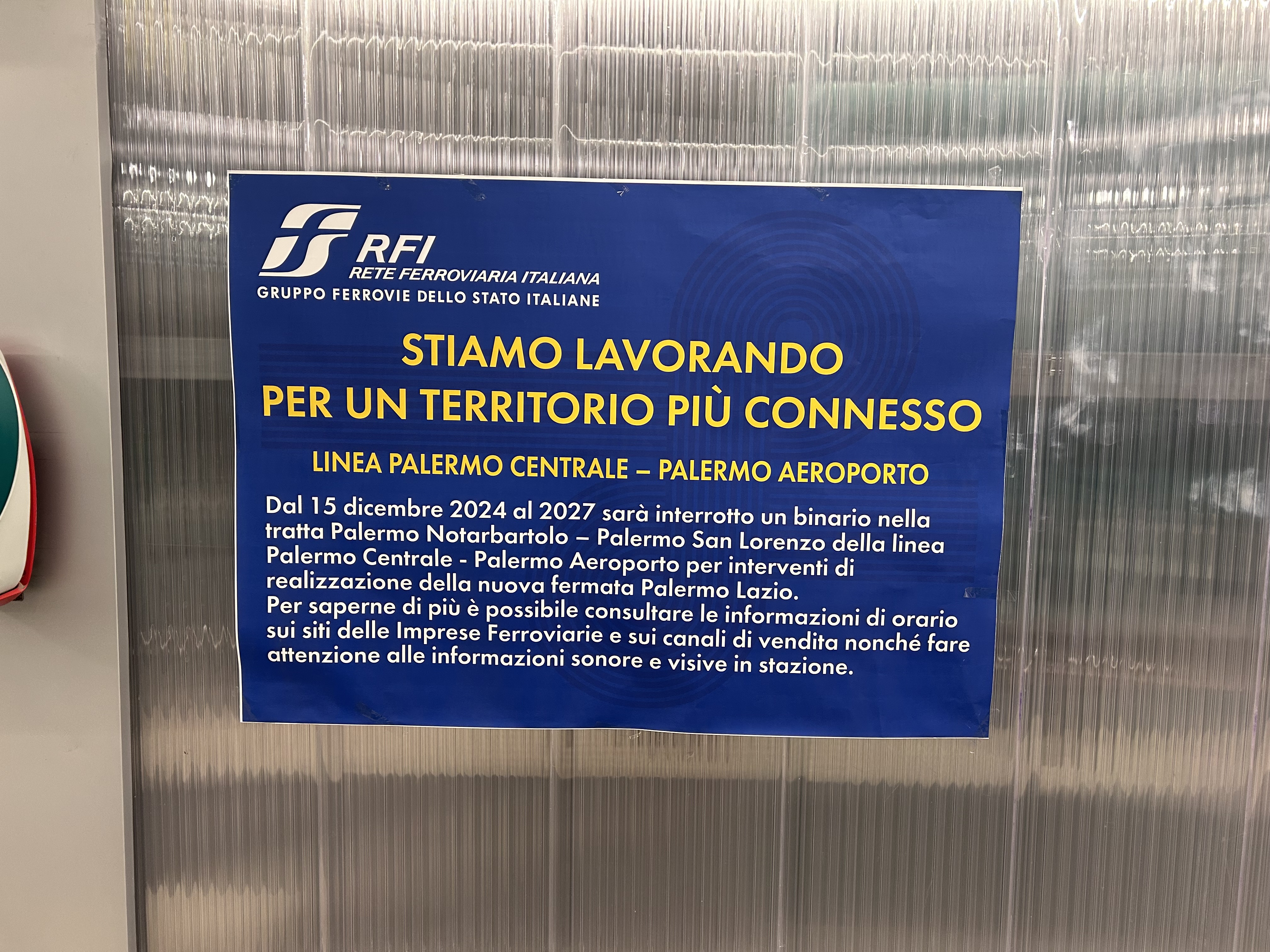
Un cartello esposto presso la stazione di Palermo Notarbartolo informa i passeggeri della temporanea chiusura del tratto di linea tra Notarbartolo e San Lorenzo, necessaria per l'esecuzione dei lavori di costruzione della stazione di Palermo Lazio.

Al termine della gara nel 2023, la RFI affidò i lavori per la costruzione della fermata all'impresa Manelli Costruzioni Generali di Monopoli, in collaborazione con Strafer Ingegneria e InsKema. I lavori, consegnati a luglio dello stesso anno, secondo il progetto, avrebbero dovuto avere una durata prevista di 1055 giorni (circa 2 anni e 11 mesi), con una conclusione stimata per giugno 2026 e inizialmente videro essere applicata la tecnica del jet grouting per consolidare il terreno, per poi procedere all'interruzione di uno dei due binari della linea ferroviaria tra Notarbartolo e San Lorenzo dal 15 dicembre 2024 al 2027 per gli interventi di realizzazione della nuova fermata.

## Caratteristiche
La fermata, che sarà situata tra via delle Alpi e viale Lazio, sarà caratterizzata da uno sviluppo di 26 m dal piano terra che presenterà poi cinque livelli con una configurazione con due binari a quote sfalsate: il binario dispari (direzione aeroporto) verrà collocato direttamente sotto quello pari (direzione stazione Centrale).